# 居安正
居安 正（いやす ただし、1928年2月6日 - ）は、日本の社会学者、神戸大学名誉教授。

## 経歴
1928年、兵庫県伊丹市で生まれた。神戸大学文理学部哲学科社会学専攻で学び、1953年に卒業。
卒業後は、大阪府立北野高等学校教諭となった。京都大学大学院に進み、1961年に博士課程を単位取得退学。
1964年に大阪薬科大学助教授に就いた。1965年、関西大学文学部新聞学科専任講師に転じた。1966年に助教授昇格。1968年より同大学社会学部に配置換え。1970年、神戸大学教養部助教授となった。1974年に教授に昇任。1988年に神戸大学を退任し、大阪大学人間科学部教授となった。1991年に大阪大学を定年退官。同年4月からは龍谷大学教授を務め、1998年に退職。

## 著作
著書
- 『政党派閥の社会学：大衆民主制の日本的展開』世界思想社 1983
- 『自民党：この不思議な政党』講談社現代新書 1984
- 『ある保守政治家：古井喜実の軌跡』御茶の水書房 1987
- 『ジンメルの社会学』いなほ書房(社会学史研究叢書) 2000
- 『ゲオルク・ジンメル：現代分化社会における個人と社会』東信堂(シリーズ世界の社会学・日本の社会学) 2000
- 『エリート理論の形成と展開』世界思想社 2002

共編著
- 『現代社会学ノート』筆谷稔・仲村祥一共編、汐文社 1965
- 『現代社会学：資料と解説』間場寿一共編、アカデミア出版会 1979
- 『21世紀への橋と扉：展開するジンメル社会学』副田義也・岩崎信彦共編、世界思想社 2001
- 『ゲオルク・ジンメルと社会学』副田義也・岩崎信彦共編、世界思想社 2001

訳書
- 『闘争の社会学：ジンメル』堀喜望共訳、法律文化社(世界の思想) 1966
- 『社会分化論・社会学：ジンメル』(現代社会学大系 1) 青木書店 1970
- 『集団の社会』G.ジンメル著、堀喜望共訳、ミネルヴァ書房 1972
- 『交換と権力：社会過程の弁証法社会学』ピーター・ブラウ（英語版）著、間場寿一・塩原勉共訳、新曜社 1974
- 『抽象的社会：現代の文化分析』A.C.ザィデルフェルド（ドイツ語版）著、ミネルヴァ書房 1976
- 『貨幣の哲学：綜合篇』(ジンメル著作集 3) 白水社 1978
  - 復刊 1994年
  - 改題再版『貨幣の哲学』白水社 1999
  - 復刊 2016年
  - 増補新訳版
- 『秘密の社会学』G.ジンメル著、世界思想社 1979
- 『宗教の社会学』G.ジンメル著、世界思想社 1981
- 『社会学 社会化の諸形式についての研究』G.ジンメル著、白水社 1994
  - 復刊 2016年
- 『社会学の根本問題(個人と社会)』G.ジンメル著、世界思想社 2004

論文
- 居安正「Ｇ・モースカの「支配階級論」覚え書」『ソシオロジ』第11巻第1-2号、社会学研究会、1964年、329-344頁、doi:10.14959/soshioroji.11.1-2_329、ISSN 0584-1380、NAID 130006288137。
- 居安正「G.モースカの議会主義と反民主主義」『關西大學文學論集』第15巻1・2・3・4、關西大學文學會、1965年11月、197-218頁、ISSN 0421-4706、NAID 40000556116。
- 居安正「M・ウェーバーにおける新聞社会学の課題」『関西大学文学論集』第17巻第1号、関西大学人文科学研究所、1967年5月、29-44頁、ISSN 04214706、NAID 40000556176。
- 居安正「エリート理論の成立--その思想史的意義」『関西大学社会学論集』第1巻第3号、龍谷大学、1967年10月、1-23頁、ISSN 0919116X、NAID 110009576586。
- 居安正「阿閉吉男著 ジンメル社会学の方法」『社会学評論』第31巻第1号、日本社会学会、1980年、100-103頁、doi:10.4057/jsr.31.100、ISSN 0021-5414、NAID 110001246337。
- 居安正(訳)「G・ジンメル「感覚の社会学」」『社会学雑誌』第4号、神戸大学社会学研究会、1987年3月、173-190頁、doi:10.24546/81010753、ISSN 0289-5374、NAID 120006621253。

## 参考
- 大阪大学学術情報庫[リンク切れ]